# Ptycholaimellus carinatus
Ptycholaimellus carinatus är en rundmaskart som beskrevs av Nathan Augustus Cobb 1920. Ptycholaimellus carinatus ingår i släktet Ptycholaimellus och familjen Chromadoridae. Inga underarter finns listade i Catalogue of Life.